# Kataller Toyama
Kataller Toyama är ett fotbollslag från Toyama, Toyama prefektur, Japan. Laget spelar från och med säsongen 2015 i J3 som är tredjedivisionen av den japanska proffsligan J. League.

## Placering tidigare säsonger
| Säsong | Nivå | Liga      | Placering | Referens | Notering |
| ------ | ---- | --------- | --------- | -------- | -------- |
| 2009   | 2    | J2 League | 13        | [ 1 ]    |          |
| 2010   | 2    | J2 League | 18        | [ 2 ]    |          |
| 2011   | 2    | J2 League | 16        | [ 3 ]    |          |
| 2012   | 2    | J2 League | 19        | [ 4 ]    |          |
| 2013   | 2    | J2 League | 18        | [ 5 ]    |          |
| 2014   | 2    | J2 League | 22        | [ 6 ]    |          |
| 2015   | 3    | J3 League | 5         | [ 7 ]    |          |
| 2016   | 3    | J3 League | 6         | [ 8 ]    |          |
| 2017   | 3    | J3 League | 8         | [ 9 ]    |          |
| 2018   | 3    | J3 League | 11        | [ 10 ]   |          |
| 2019   | 3    | J3 League | 5         | [ 11 ]   |          |
| 2020   | 3    | J3 League | 9         | [ 12 ]   | Pandemin |
| 2021   | 3    | J3 League | 4         | [ 13 ]   | Pandemin |
| 2022   | 3    | J3 League | 6         | [ 14 ]   | Pandemin |
| 2023   | 3    | J3 League | 3         | [ 15 ]   |          |
| 2024   | 3    | J3 League | 3         | [ 16 ]   |          |
| 2025   | 2    | J2 League |           | [ 17 ]   |          |

## Trupp 2022
Aktuell 23 april 2022.
| Nr | Land      | Pos | Namn                                             |
| -- | --------- | --- | ------------------------------------------------ |
| 1  | Japan     | MV  | Genki Yamada (lån från Renofa Yamaguchi)         |
| 2  | Japan     | F   | Shoma Kamata                                     |
| 3  | Japan     | F   | Ryuya Ohata                                      |
| 4  | Japan     | F   | Kazuma Takayama                                  |
| 5  | Japan     | F   | Junya Imase                                      |
| 6  | Japan     | MF  | Teppei Usui                                      |
| 7  | Japan     | MF  | Yoji Sasaki                                      |
| 8  | Japan     | A   | Shunta Takahashi                                 |
| 9  | Japan     | A   | Yohei Ono                                        |
| 10 | Brasilien | A   | Matheus Leiria                                   |
| 11 | Brasilien | A   | Luís Henrique                                    |
| 13 | Japan     | MF  | Naoto Ando                                       |
| 14 | Japan     | A   | Daichi Matsuoka                                  |
| 15 | Japan     | F   | Taiyo Hama (lån från Hokkaido Consadole Sapporo) |
| 16 | Japan     | MF  | Hiroya Sueki                                     |
| 17 | Japan     | MF  | Yuya Himeno                                      |
| 18 | Japan     | MF  | Shota Kawanishi                                  |

| Nr | Land      | Pos | Namn                                      |
| -- | --------- | --- | ----------------------------------------- |
| 19 | Japan     | F   | Daiki Yagishita                           |
| 20 | Japan     | MF  | Musashi Oyama                             |
| 21 | Japan     | MV  | Yohei Nishibe                             |
| 22 | Japan     | MF  | Nobuyuki Shiina                           |
| 23 | Japan     | F   | Makoto Rindo                              |
| 24 | Japan     | MF  | Yuma Matsumoto                            |
| 25 | Japan     | MF  | Shosaku Yasumitsu                         |
| 26 | Japan     | F   | Kyosuke Kamiyama                          |
| 27 | Japan     | A   | Tsubasa Yoshihira                         |
| 28 | Japan     | MF  | Sosuke Shibata (lån från Shonan Bellmare) |
| 29 | Japan     | MF  | Shuto Hori                                |
| 30 | Brasilien | MF  | Arthur Silva (lån från FC Tokyo)          |
| 31 | Japan     | MV  | Kazuki Saito                              |
| 32 | Brasilien | MF  | Gabriel Henrique                          |
| 33 | Japan     | F   | Takuma Shikayama                          |
| 41 | Japan     | MV  | Toshiki Hirao                             |